# チャート (岩石)
チャート（英: chert）あるいは角岩（かくがん）は、堆積岩の一種。主成分は二酸化ケイ素（SiO2、石英）で、この成分を持つ放散虫・海綿動物などの動物の殻や骨片（微化石）が海底に堆積してできた岩石（無生物起源のものがあるという説もある）。断面をルーペで見ると放散虫の殻が点状に見えるものもある。非常に硬い岩石で、層状をなすことが多い。釘などで擦ってもほとんど傷がつかない。
チャートには褐色、赤色、緑色、淡緑灰色、淡青灰色、灰色、黒色など様々な色のものがある。暖色系のものは、微細な酸化鉄鉱物(赤鉄鉱など)に起因し、暗色系のものは硫化鉄(主に黄鉄鉱)や炭素化合物(石墨や不定形炭素、有機物など)に起因する。緑色のものは、二価の鉄を含む緑色の粘土鉱物を含むためである。これらは、堆積した環境によって変わると考えられている。

## 和名について
かつて「角岩」（かくがん、英: hornstone）と呼ばれたこともあるが、この語は定義によって示す岩石が異なるので、現在では使われない。また、「珪岩」と呼ばれたこともあるが、現在では熱変成した珪質岩を指している。

## 写真

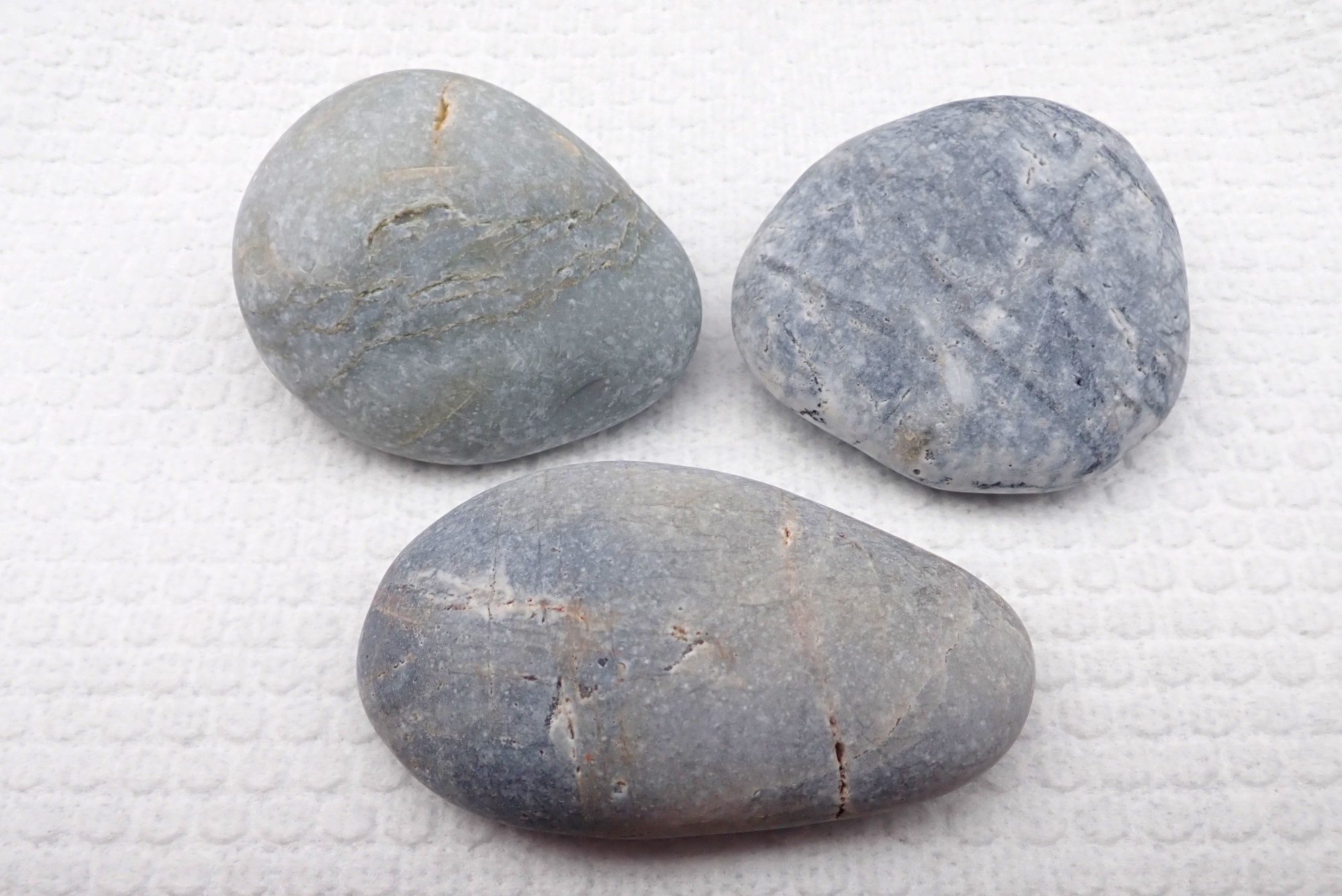
礫の状態（乾燥）
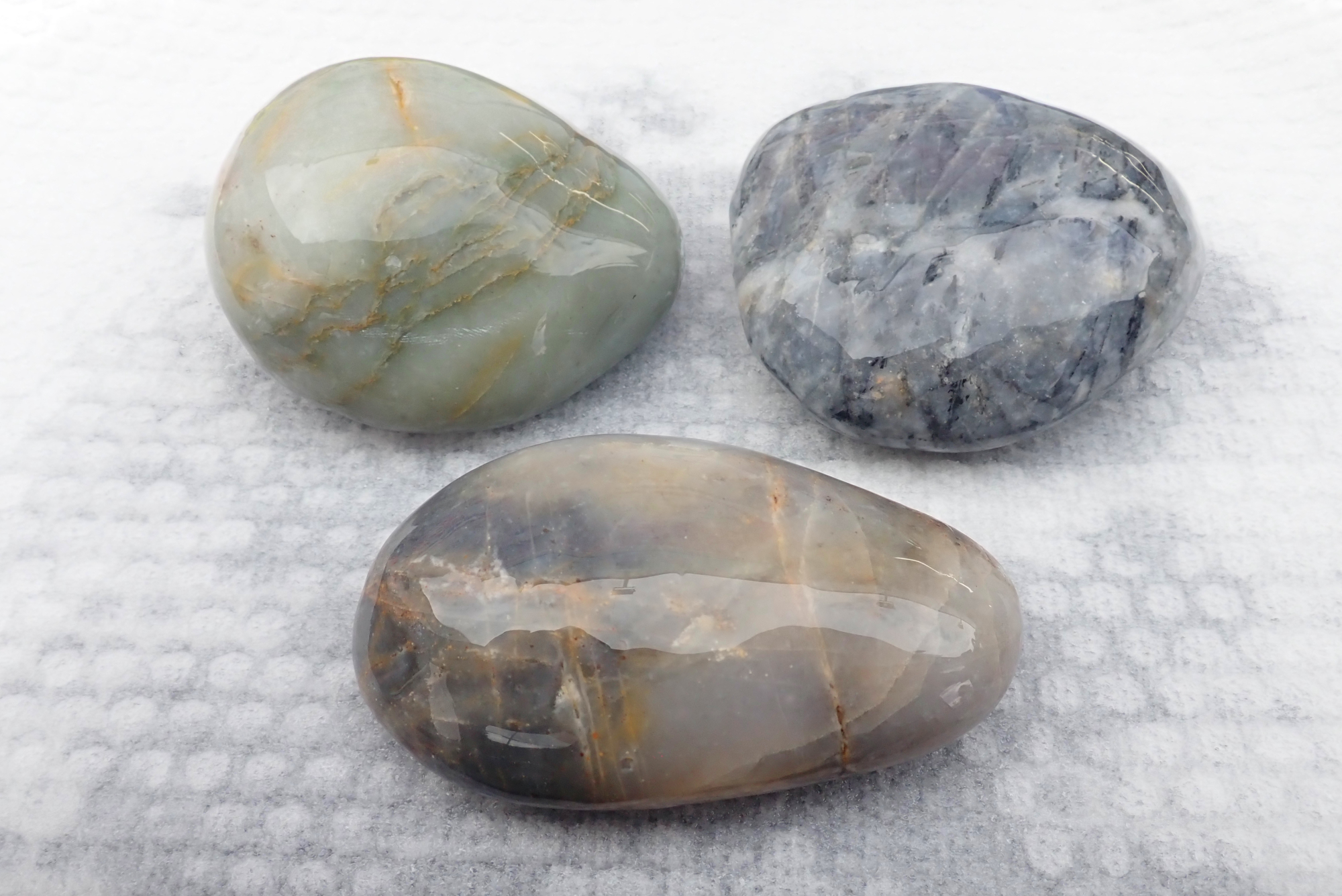
礫の状態（濡れ）
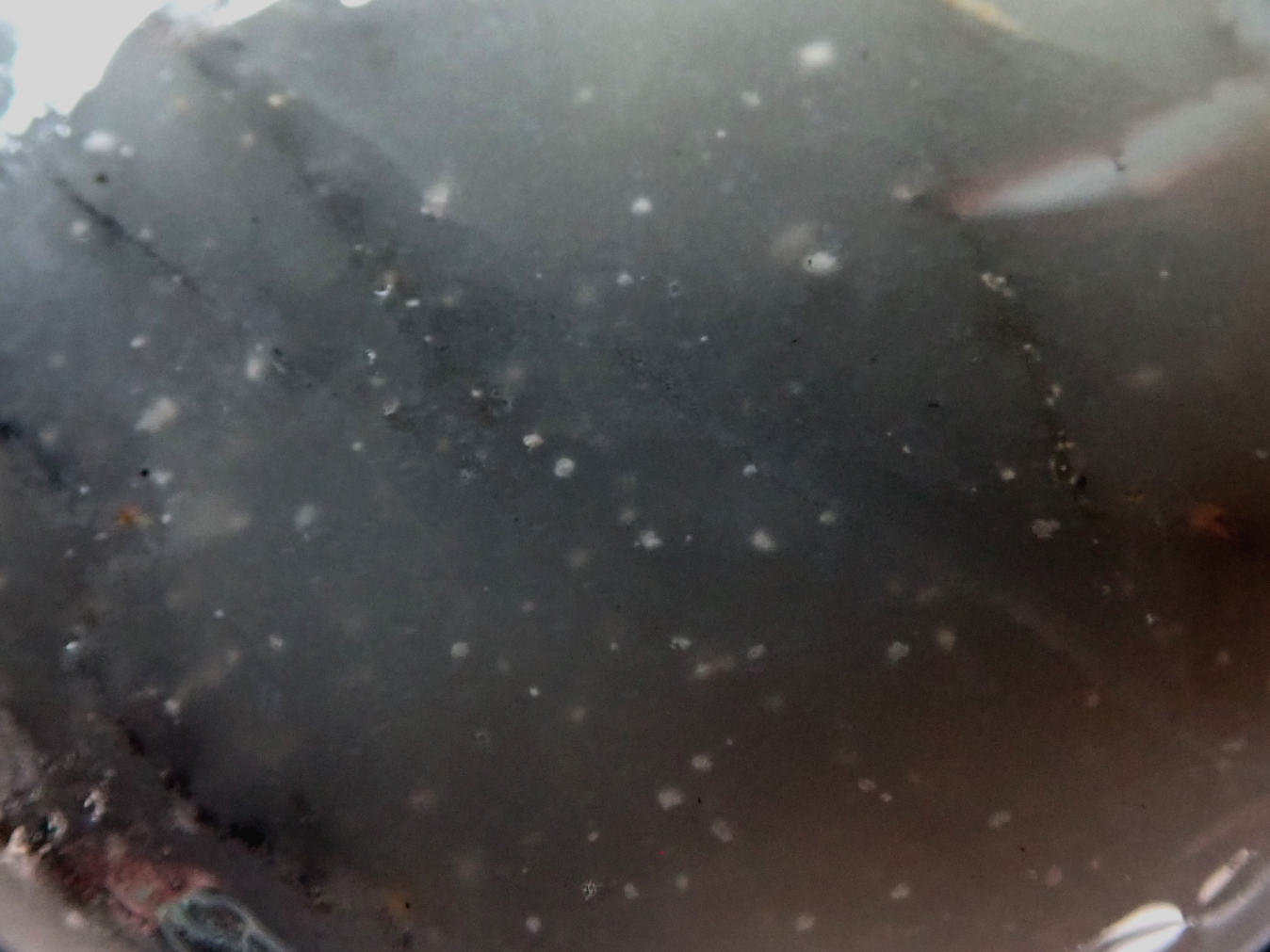
白い粒が放散虫などの死骸（濡れた状態を深度合成マクロで撮影）